# Colegio Mayor (serie de televisión)
Colegio Mayor fue una serie de televisión española del género sitcom emitida por la cadena Telemadrid entre 1994 y 1996. La serie tuvo dos temporadas, la primera emitida en Telemadrid y la segunda en ETB, Canal nou y La 1 de TVE desde el 17 de julio de 1996.

## Argumento
La serie sigue las vivencias cotidianas de un grupo de estudiantes universitarios que residen en el Colegio Mayor Pío Baroja, dirigido por el excéntrico Luis Ramírez (Antonio Resines). Allí conviven desde el rompecorazones Ángel (Jorge Sanz), por el que suspiran Irene (Eva Isanta) y Celia (Ángeles Martín) hasta el eterno opositor a notaría Willy (Enrique San Francisco).

## Reparto
- Antonio Resines como Luis Ramírez
- Jorge Sanz como Ángel Andrada
- Enrique San Francisco como Guillermo «Willy»
- Lola Baldrich como Alicia Beltrán
- Cayetana Guillén Cuervo como Julia Torres
- Borja Elgea como Javi
- Vicente Haro como Felipe
- Miguel Ángel Valcárcel como Fran
- Ángeles Martín como Celia Castillo
- Eva Isanta como Irene San Martín
- Achero Mañas como Onofre
- Carola Manzanares como Margarita
- Marta Fernández Muro como Carmen Castillo González
- Débora Izaguirre como Mariló
- María Elena Flores como Asun
- Roberto Enríquez como Lucas
- María Granell como Cora
- Ernesto Alterio como Carlos
- Andrés Resino como Jesús
- Antonio Gamero como Florentino
- Francisco Merino como Martínez
- David Desroches Aparisi como Néstor